# Xivray-et-Marvoisin
 Xivray-et-Marvoisin  es una población y comuna francesa, en la región de Lorena, departamento de Mosa, en el distrito de Commercy y cantón de Saint-Mihiel.

## Demografía
| 180 | 130 | 115 | 94 | 103 | 108 |
| Para los censos de 1962 a 1999 la población legal corresponde a la población sin duplicidades (Fuente: INSEE [Consultar]) |     |     |    |     |     |